# 黒バイ将軍
『黒バイ将軍』（くろバイしょうぐん）は、南波健二による少年漫画作品。

## 概要
「週刊少年キング」に連載された、著者の少年漫画誌デビュー作。
オートバイに乗った主人公が活躍するアクション劇画で、貸本劇画時代の『ジャンプ獅子シリーズ』が元になっている。単行本は新書判全2巻で刊行されたが現在廃刊。